# Eleições parlamentares europeias de 2019 (Polónia)
As eleições parlamentares europeias de 2019 na Polónia irão ser realizadas a 26 de Maio e servirão para eleger os 51 deputados nacionais ao Parlamento Europeu. Importa referir que após ser a saída do Reino Unido da União Europeia ser oficializada, a Polónia terá mais 1 deputados e passando a ter 52 deputados no PE.

## Composição Atual

### Partidos Nacionais
| Partido | Partido                         | Deputados | Grupo parlamentar                                 |
| ------- | ------------------------------- | --------- | ------------------------------------------------- |
|         | Plataforma Cívica               | 18 / 51   | Grupo do Partido Popular Europeu                  |
|         | Lei e Justiça                   | 15 / 51   | Reformistas e Conservadores Europeus              |
|         | Partido Popular da Polónia      | 4 / 51    | Grupo do Partido Popular Europeu                  |
|         | Aliança da Esquerda Democrática | 3 / 51    | Aliança Progressista dos Socialistas e Democratas |
|         | Congresso da Nova Direita       | 2 / 51    | Europa das Nações e das Liberdades                |
|         | Direita da República            | 1 / 51    | Reformistas e Conservadores Europeus              |
|         | União do Trabalho               | 1 / 51    | Aliança Progressista dos Socialistas e Democratas |
|         | Independentes                   | 7 / 51    |                                                   |

### Grupos parlamentares europeus
| Grupo | Grupo                                             | Deputados |
| ----- | ------------------------------------------------- | --------- |
|       | Grupo do Partido Popular Europeu                  | 22 / 51   |
|       | Reformistas e Conservadores Europeus              | 18 / 51   |
|       | Aliança Progressista dos Socialistas e Democratas | 5 / 51    |
|       | Europa das Nações e das Liberdades                | 2 / 51    |
|       | Europa da Liberdade e da Democracia Directa       | 1 / 51    |
|       | Não-Inscritos                                     | 3 / 51    |

## Principais partidos
| Partido | Partido | Cabeça de Lista         | Partido Europeu |
| ------- | --- | ----------------------- | --- |
|         | Coligação Europeia - Plataforma Cívica - Partido Popular da Polónia - Aliança da Esquerda Democrática - Moderno - Os Verdes | Włodzimierz Cimoszewicz | - Partido Popular Europeu - Partido Popular Europeu - Partido Socialista Europeu - Partido da Aliança dos Liberais e Democratas pela Europa - Partido Verde Europeu |
|         | Lei e Justiça - Acordo - Polónia Unida                                                                                      | Jacek Saryusz-Wolski    | Aliança dos Reformistas e Conservadores Europeus |
|         | Wiosna | Robert Biedroń          | |
|         | Kukiz'15 | Stanisław Tyszka        | |
|         | Confederação - Liberdade - Movimento Nacional - Federação da República - Efetivo - Chamada de Alerta - Vida e Família       | Krzysztof Bosak         | |
|         | Esquerda Junta - Razem - União do Trabalho - Movimento Justiça Social                                                       | Adrian Zandberg         | - Movimento Democracia na Europa 2025 - Partido Socialista Europeu                                                                                                  |

## Resultados Atuais
| Partido                 | Partido                     | Votos      | %               | +/-   | Deputados | +/-   |
| ----------------------- | --------------------------- | ---------- | --------------- | ----- | --------- | ----- |
|                         | Lei e Justiça               | 6 192 780  | 45,38 / 100,00  | 13,60 | 26 / 51   | 7     |
|                         | Coligação Europeia          | 5 249 935  | 38,47 / 100,00  | 10,25 | 22 / 51   | 3     |
|                         | Wiosna                      | 826 975    | 6,06 / 100,00   | Novo  | 3 / 51    | Novo  |
|                         | Confederação                | 621 188    | 4,55 / 100,00   | Novo  | 0 / 51    | Novo  |
|                         | Kukiz'15                    | 503 564    | 3,69 / 100,00   | Novo  | 0 / 51    | Novo  |
|                         | Esquerda Junta              | 168 745    | 1,24 / 100,00   | Novo  | 0 / 51    | Novo  |
|                         | Outros (com menos de 1,00%) | 84 124     | 0,62 / 100,00   |       | 0 / 51    |       |
| Votos Inválidos         | Votos Inválidos             | 113 663    | 0,83 / 100,00   | 2,29  |           |       |
| Total                   | Total                       | 13 760 974 | 100,00 / 100,00 |       | 51 / 51   |       |
| Eleitorado/Participação | Eleitorado/Participação     | 30 118 852 | 45,68 / 100,00  | 21,85 |           |       |
| Fonte                   | Fonte                       | [ 3 ]      | [ 3 ]           | [ 3 ] | [ 3 ]     | [ 3 ] |

###### Deputados Antes/Depois do Brexit
| Partido | Partido            | Antes   | Depois  | +/-     |
| ------- | ------------------ | ------- | ------- | ------- |
|         | Lei e Justiça      | 26 / 51 | 27 / 52 | 1       |
|         | Coligação Europeia | 22 / 51 | 22 / 52 | Estável |
|         | Wiosna             | 3 / 51  | 3 / 52  | Estável |
| Total   | Total              | 51 / 51 | 52 / 52 | 1       |

## Composição 2019-2024

### Partidos Nacionais
| Partido | Partido                         | Deputados | Grupo parlamentar                                 |
| ------- | ------------------------------- | --------- | ------------------------------------------------- |
|         | Lei e Justiça                   | 26 / 51   | Reformistas e Conservadores Europeus              |
|         | Plataforma Cívica               | 14 / 51   | Grupo do Partido Popular Europeu                  |
|         | Aliança da Esquerda Democrática | 5 / 51    | Aliança Progressista dos Socialistas e Democratas |
|         | Partido Popular da Polónia      | 3 / 51    | Grupo do Partido Popular Europeu                  |
|         | Wiosna                          | 3 / 51    | Aliança Progressista dos Socialistas e Democratas |

### Grupos Parlamentares
| Grupo | Grupo                                             | Deputados |
| ----- | ------------------------------------------------- | --------- |
|       | Reformistas e Conservadores Europeus              | 26 / 51   |
|       | Grupo do Partido Popular Europeu                  | 17 / 51   |
|       | Aliança Progressista dos Socialistas e Democratas | 8 / 51    |